# エルザ・ランギーニ

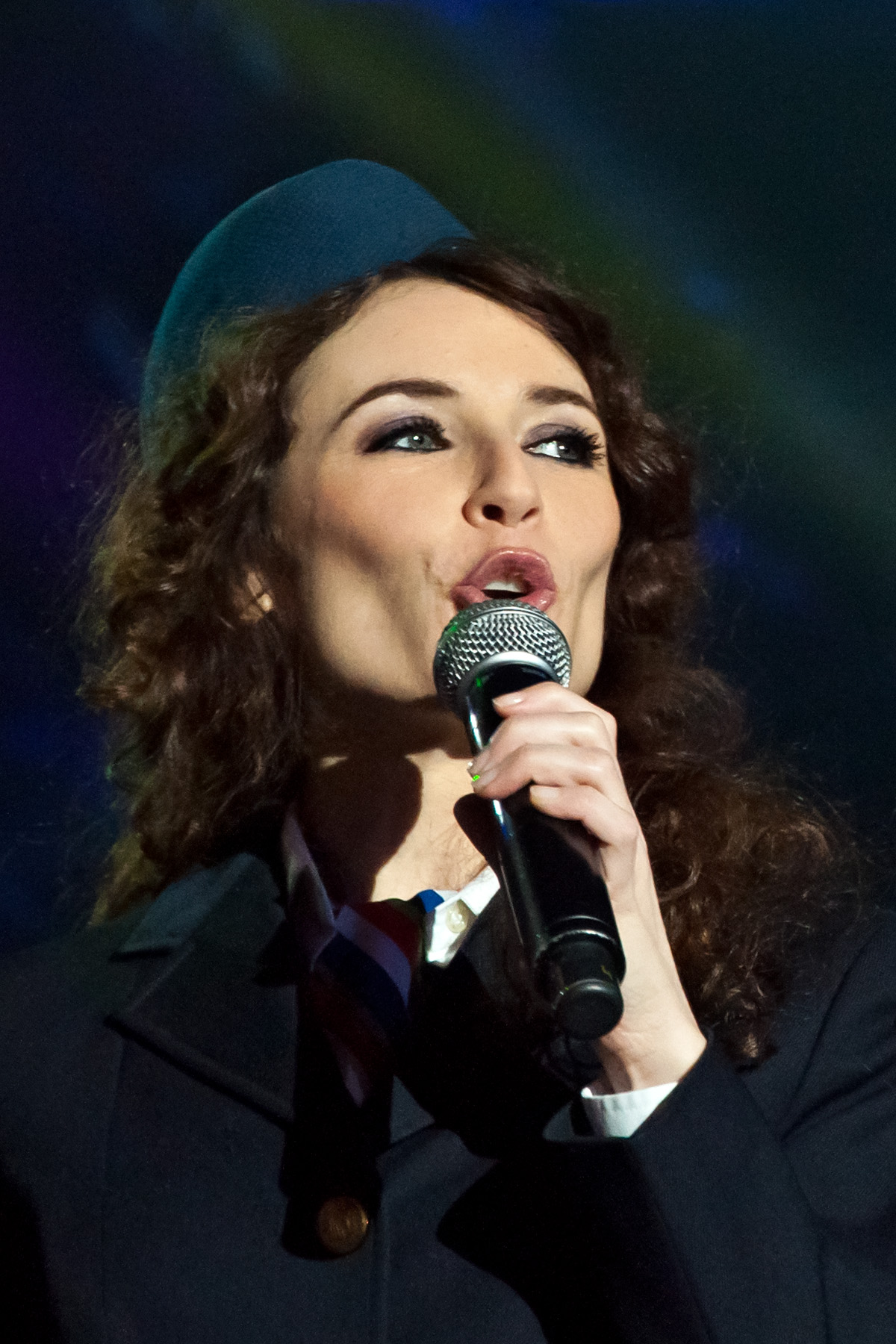
エルザ・ランギーニ（2012年）

エルザ・ランギーニ（Elsa Lunghini、芸名はエルザ、1973年5月20日 - ）は、フランスの歌手、女優。

## 略歴
フランスのパリ18区生まれ。父親はイタリア系で俳優・写真家・作詞家のジョルジュ・ランギーニ、母親はアルジェリア・ユダヤ人家系（セファルディム）で画家のクリスティアーヌ・ジョベール。女優のマルレーヌ・ジョベールは叔母。ボンドガールも務めたエヴァ・グリーンは従妹にあたる。
7歳でロミー・シュナイダー主演映画『レイプ殺人事件 (Garde a vue)』に初出演。1986年12月、13歳の時、レジス・ヴァルニエ監督の『悲しみのヴァイオリン (La femme de ma vie)』 に出演し、また主題歌の「哀しみのアダージョ (T'en va pas)」 を唄って歌手デビューする。1988年、最初のアルバム『エルザ』を発表。
1980年代後半から1990年代は主に歌手業に専念していたが、2000年以降主にテレビにて女優業に復帰している。

## 哀しみのアダージョ
エルザ＝「哀しみのアダージョ (T'en va pas)」と言われるほどヒットしたこの曲は、ヒット・メーカーとして有名なロマーノ・ムスマッラの作曲であり、リリース当時1986年は母国フランスで8週間連続チャート1位をキープし、130万枚の売り上げを記録した。日本においても、エドウィンの「サムシング」のCMや原田知世、大貫妙子、坂本美雨などのカバーで人気を博している。なお、この曲は版権の問題でエルザの最初のアルバムに収録されなかったが、1997年のベスト・アルバム、および幾つかのコンピレーション・アルバムに収録されている。

## 評価
独特の甘さと切なさを含んだフレンチ・ポップスのトップ・シンガーとして高い評価を受けている、しかし、実の父親であるジョルジュ・ランギーニが作曲を担当するようになった最初のアルバム以降は、本国フランス以外ではほとんど話題になっていない。これについて、多くのリスナーや評論家が楽曲の凡庸さを指摘している。
デビュー当時は同年代の歌手ヴァネッサ・パラディと比較されることが多かった。ヴァネッサが英語アルバムを出したり映画へ出演し成功するなど、人気は徐々にヴァネッサに軍配が上がった。しかし、エルザの4枚目のアルバム 『ノーブルな道』以降は音楽的にも評価されており、独自の路線を行く。
パリのオランピア劇場でメインアクトとしてコンサートを開いたのは史上最年少（1990年10月の時点で17歳）で、フランスのチャートで1位を獲得した最年少（1986年の時点で13歳）女性歌手でもある。

## 私生活
1994年に、ドイツ人歌手ペーター・クローネとの間に男児を出産。
1999年からサッカー選手のビセンテ・リザラズと婚約していたが、2006年に解消している。

## ディスコグラフィ

### アルバム
- 『エルザ』 - Elsa (1988年)
- 『夢物語』 - Rien que pour ça (1990年)
- 『やさしきヴィオランス』 - Douce violence (1992年)
- 『ノーブルな道』 - Chaque jour est un long chemin (1996年)
- 『哀しみのアダージョ〜ベスト・オブ・エルザ』 - Elsa, l'essentiel 1986-1993 (1997年) ※コンピレーション
- 『熱情 -de lave et de seve-』 - De lave et de sève (2004年)
- Connexion Live (2006年) ※ライブ
- Elsa Lunghini (2008年)

## フィルモグラフィ

### 映画
- 『レイプ殺人事件』 - Garde à vue (1981年) ※クロード・ミレール監督
- 『ルージュ・ベーゼ/15才の恋』 - Rouge baiser (1985年) ※ヴェラ・ベルモン監督
- 『悲しみのヴァイオリン』 - La Femme de ma vie (1986年) ※レジス・ヴァルニエ監督
- Où que tu sois (1987年) ※アラン・ベルガラ監督
- 『カサノヴァ最後の恋』 - Le Retour de Casanova (1992年) ※エドゥワール・ニエルマン監督
- Le portail (2009年) ※短編。Liam Engle監督
- Pauvre Richard! (2013年) ※Malik Chibane監督

### TV
- La Mort est rousse (2002年) ※TVムービー。Christian Faure監督
- Trois jours en juin (2005年) ※TVムービー。Philippe Venault監督
- Où es-tu ? (2007年) ※Miguel Courtois監督
- Aveugle mais pas trop (2009年) ※TVムービー。Charlotte Brandström監督